# Presspublica
Presspublica – spółka działająca od 1991 będąca w 100% własnością należącej do Grzegorza Hajdarowicza spółki Gremi Media.
Presspublica jest wydawcą dzienników „Rzeczpospolita”, „Życie Warszawy” (do 17 grudnia 2011), „Parkiet”, tygodników „Przekrój” (do 2013) i „Uważam Rze”, miesięczników „Sukces” i „Uważam Rze Historia” oraz „Bloomberg Businessweek Polska”, miesięcznika ekonomiczno-biznesowego (na licencji Bloomberg LP).